# Enlightenment Foundation Libraries
Le Enlightenment Foundation Libraries (EFL), in informatica, sono un set di librerie grafiche (toolkit) nate dallo sviluppo di Enlightenment, un gestore di finestre e compositore Wayland.
L'obiettivo del progetto è rendere EFL un set di strumenti flessibile, potente e facile da usare per estendere le funzionalità sia del gestore di finestre Enlightenment che di altri progetti software basati su EFL. Le librerie sono progettate per essere portabili e ottimizzate per funzionare anche su dispositivi mobili come smartphone e tablet. Le librerie sono state create per la versione 0.17 del gestore di finestre.
EFL è un software libero e open source.